# Asentamientos forzosos en la Unión Soviética

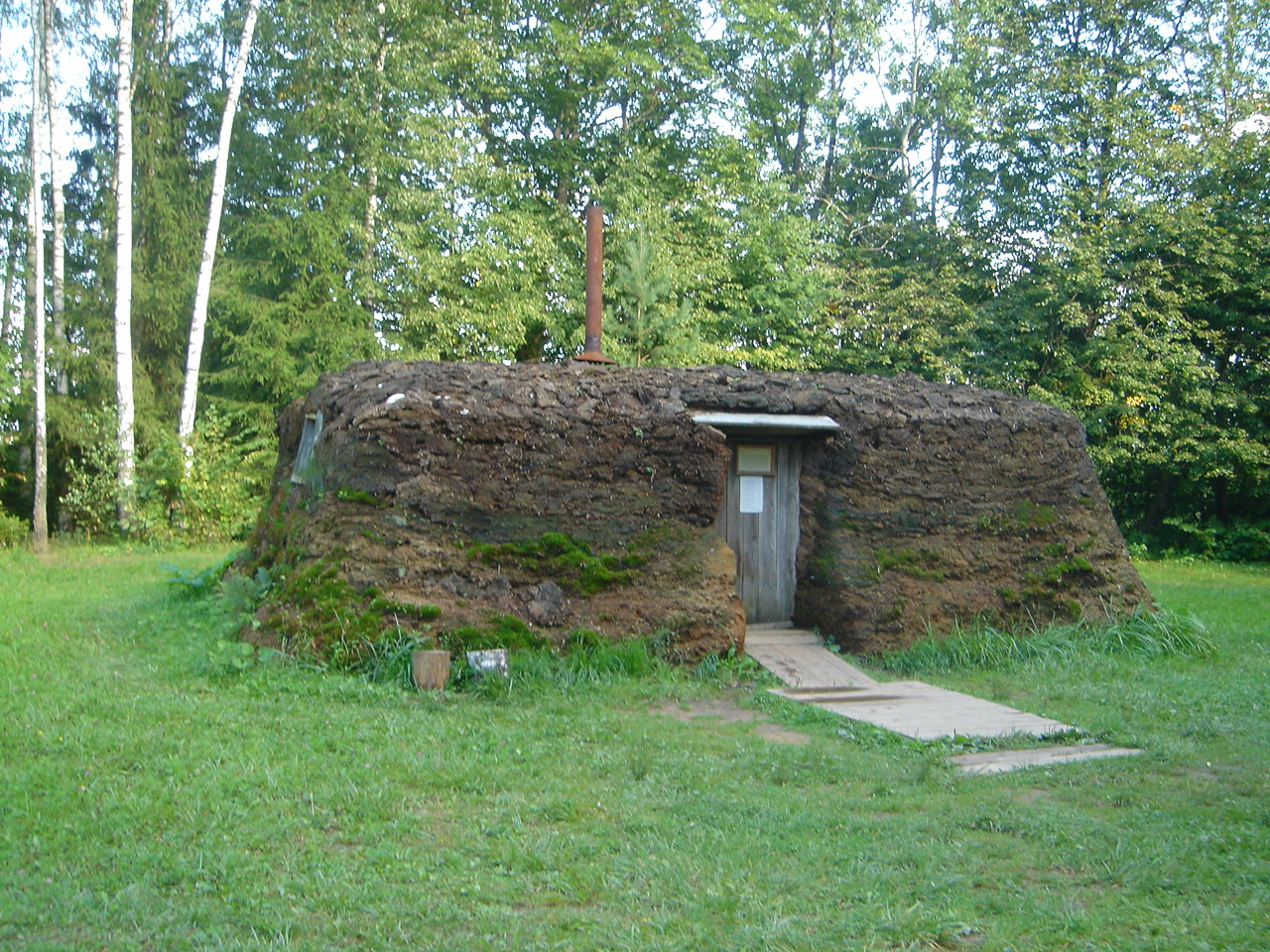
Vivienda típica de algunos deportados reasentados a la fuerza en Siberia en un museo de Rumšiškės (Lituania).

Los asentamientos forzosos en la Unión Soviética eran el resultado de traslados de población y se realizaban en una serie de operaciones organizadas según la clase social o la nacionalidad de los deportados. El reasentamiento de "clases enemigas", como campesinos prósperos y poblaciones enteras por etnia, fue un método de represión política en la Unión Soviética, aunque independiente del sistema de trabajo penal del Gulag. Los asentamientos involuntarios desempeñaron un papel en la colonización de tierras vírgenes de la Unión Soviética. Este papel se mencionó específicamente en los primeros decretos soviéticos sobre campos de trabajo involuntario.
En comparación con los campos de trabajo del Gulag, los asentamientos involuntarios tenían la apariencia de asentamientos "normales": la gente vivía en familias y había algo más de libertad de movimiento; sin embargo, eso sólo estaba permitido dentro de una pequeña área especificada. Todos los asentamientos eran supervisados por el NKVD; una vez al mes había que registrarse en una oficina local de las fuerzas del orden en un selsoviet en las zonas rurales o en un departamento de militsiya en los asentamientos urbanos. Como ciudadanos de segunda clase, a los deportados designados como "colonos especiales" se les prohibía desempeñar diversos trabajos, regresar a su región de origen, asistir a escuelas prestigiosas e incluso formar parte del programa de cosmonautas. Tras la abolición oficial del sistema de asentamientos especiales en la década de 1950, a la mayoría de los pueblos indígenas deportados se les permitió regresar a sus lugares de origen, excepto a los tártaros de Crimea y los turcos meskhetios, a los que se les negó el derecho de retorno en la era de Jruschov y Brézhnev y permanecieron en gran medida en las zonas a las que fueron deportados debido al sistema de permisos de residencia.

## Asentamientos de exiliados
Los asentamientos de exiliados (ссыльное поселение, ssylnoye poselenie) eran un tipo de exilio interno. El sistema de exilio político y administrativo existía también en la Rusia Imperial. La categoría más notable de colonos exiliados en la Unión Soviética (ссыльнопоселенцы, ssylnoposelentsy) fueron las nacionalidades enteras reasentadas durante el gobierno de Iósif Stalin (1928-1953). En distintos momentos, se utilizaron otros términos para designar esta categoría: asentamiento especial (спецпоселение), reasentamiento especial (спецпереселение) y exilio administrativo (административная высылка, término que hace referencia a una forma extrajudicial de decidir el destino de las personas "por medios administrativos"). Los exiliados fueron enviados a zonas remotas de la Unión Soviética: Siberia, Kazajistán, Asia Central y el Extremo Oriente ruso.
La mayor parte de la población de los asentamientos en el exilio fue víctima de lo que hoy se denomina limpieza étnica. El gobierno soviético temía que personas de ciertas nacionalidades actuaran como subversivos de la "quinta columna" durante la esperada guerra, y tomó medidas drásticas para prevenir esta supuesta amenaza. Los deportados fueron enviados a prisiones, campos de trabajo, asentamientos de exiliados y "residencia supervisada" (residencia en asentamientos habituales, pero bajo la supervisión del NKVD).

## Reasentamientos forzados

### Deportaciones de 1928 y 1929
En 1929, el gobierno dirigido por Iósif Stalin designó algunas regiones (conocidas como distritos) de Siberia Occidental como lugares para futuras deportaciones de lo que se denominaron "clases socialmente peligrosas" de personas procedentes de Bielorrusia, Ucrania y la parte noroccidental de la Rusia europea.: 478–481  Los investigadores siberianos señalan que las deportaciones de este periodo pueden caracterizarse como "depeasantización" (en ruso: раскрестьянивание), ya que los campesinos representaban una parte significativa de los que sufrieron este tipo de represión.: 478–481  En 1928, la Unión Soviética sufrió una hambruna de bienes conocida como la crisis soviética del grano; esto llevó a la colectivización forzosa de la agricultura. Como consecuencia, el gobierno comenzó a someter a los miembros de la población agrícola del campesinado rural a una política de deportaciones masivas; eran expulsados a la fuerza y enviados a las regiones seleccionadas para las deportaciones. Esta política se aplicó hasta 1933, cuando las autoridades soviéticas llevaron a cabo una serie de las llamadas "limpiezas urbanas", mediante las cuales obligaron a parte de la población marginada (campesinos que se habían escondido de deportaciones anteriores, romaníes y otros grupos seleccionados) a reasentarse..: 478–481   Las calles de muchas ciudades como Leningrado y Moscú eran asaltadas por la milicia y los que eran capturados eran enviados al Este. Esta política tuvo consecuencias fatales para algunos de los deportados; un ejemplo del duro entorno al que fueron sometidos los deportados es la tristemente célebre Tragedia de Nazino de 1933, ocurrida cerca de Tomsk.: 478–481  El impacto sobre los deportados a la isla de Nazino fue devastador; más de 4.000 personas murieron o desaparecieron en trece semanas, tras haber recibido únicamente harina cruda para sobrevivir. Las primeras deportaciones coincidieron con las políticas de deskulakización y pasaporización de la Unión Soviética.

### Deportaciones desde territorios fronterizos en 1939 y 1941
Se produjeron varias oleadas de reasentamientos forzosos desde los territorios de las fronteras occidentales. Estos territorios incluían el óblast de Murmansk y las tierras recientemente anexionadas, invadidas y ocupadas por los soviéticos en virtud del Pacto Molotov-Ribbentrop con la Alemania Nazi; partes de Polonia y Rumanía y los Estados bálticos.
En los territorios anexionados de Polonia (los territorios de Kresy y la voivodía de Białystok), la oleada inicial de represión de 1939 se racionalizó como eliminación de "enemigos sociales", o "enemigos del pueblo": personal militar, policial y administrativo, grandes terratenientes, industriales y comerciantes. Generalmente eran condenados a 8-20 años en campos de trabajo. Además, los colonos, u osadniks, así como los silvicultores y los trabajadores del ferrocarril fueron expulsados por la fuerza. En 1940-1941 se produjeron deportaciones masivas de la población polaca a zonas remotas de la Unión Soviética. Las estimaciones del número total de polacos deportados varían entre 400.000 y 1,9 millones de personas, incluidos los prisioneros de guerra.
El 23 de junio de 1940, Lavrenty Beria, jefe del NKVD, ordenó limpiar el óblast de Múrmansk de "extranjeros", lo que incluía a los escandinavos y a todas las demás nacionalidades. Las personas de etnia finlandesa, sueca y noruega (véase también "noruegos de Kola") fueron trasladadas a la RSS de Karelo-Finlandia. Los alemanes, coreanos, chinos y otros fueron trasladados a Altay.
Las deportaciones de "colonos exiliados" de los Estados bálticos (lituanos, letones y estonios) y de la parte anexionada de Rumanía (Besarabia y Bucovina septentrional) se llevaron a cabo en mayo-junio de 1941.
Tras la invasión alemana de la Unión Soviética en 1941, Stalin buscó un acercamiento a Occidente, que incluía el establecimiento de relaciones diplomáticas con el gobierno polaco en el exilio. Como resultado, los ciudadanos polacos fueron "amnistiados" y liberados del "asentamiento especial". Las deportaciones de ciudadanos polacos se conmemoran en el Monumento a los Caídos y Asesinados en el Este, en Varsovia.

### Deportaciones "preventivas" de nacionalidades entre  1941 y 1942
Estas deportaciones afectaban a ciudadanos soviéticos de "nacionalidad enemiga". Los afectados fueron alemanes del Volga, finlandeses, rumanos, italianos y griegos. Al final de este periodo, los tártaros de Crimea fueron incluidos en esta oleada de deportaciones.

### Deportaciones "punitivas" de nacionalidades entre 1943 y 1944
Estas deportaciones afectaron a etnias declaradas culpables de cooperación con los ocupantes nazis: una serie de pueblos del Cáucaso Norte y Crimea: chechenos, ingusetios, balkarios, karachays, turcos meskhetios, tártaros de Crimea y bolgaros de Crimea, así como kalmyks.

### Deportaciones después de la Segunda Guerra Mundial
Las deportaciones tras el final de la Segunda Guerra Mundial no estaban especialmente diferenciadas ni clasificadas por "operaciones del NKVD". Los afectados fueron personas de los territorios que estaban bajo la administración de las Potencias del Eje: familiares de personas acusadas de lealtad a la administración del Eje y de personas que continuaron la resistencia al poder soviético, lo que se clasificó como "banditismo". Algunos antiguos Ostarbeiters también fueron "filtrados" al exilio. La "limpieza" de los territorios anexionados continuó hasta principios de la década de 1950. En julio de 1949, otros 35.000 fueron deportados de Besarabia y Bucovina del Norte, acusados de ser kulaks o de colaborar con la administración rumana en tiempos de guerra.
Lituania sufrió su mayor número de deportaciones la noche del 22 de mayo a las 4 de la mañana. Colocando a la gente en vagones de animales, Stalin deportó a unas 40.000 personas, entre ellas 10.897 niños menores de 15 años. Sólo los viajes se cobraron la vida de 5.000 niños lituanos.

### Ukazniks
El término ukaznik deriva del término ruso "ukaz" que significa "decreto". Se aplica a los condenados según varios ukazes soviéticos, pero el uso más común se refiere a una serie de decretos relacionados con lo que más tarde se formalizó en la legislación soviética como parasitismo, o evasión del trabajo socialmente útil. El primero de ellos fue el decreto de 2 de junio de 1942 "Sobre la culpabilidad penal por evasión del trabajo socialmente útil y por parasitismo social en el sector agrícola" (Об ответственности за уклонение от общественно полезного труда и за ведение антиобщественного паразитического образа жизни в сельском хозяйстве). Normalmente se aplicaba a los koljosianos que no cumplían su corvée (trudodni, "días de trabajo"). La duración del exilio era de 8 años. Durante 1948-1952 se registraron 33.266 colonos especiales ("ukazniks"). A diferencia de otras categorías de colonos exiliados, los hijos de estos exiliados no estaban sujetos al Decreto.

### Persecución religiosa
Varios grupos religiosos, como los Testigos de Jehová (свидетели иеговы), la Verdadera Iglesia Ortodoxa (истинно-православные христиане), Inocentismo (иннокентьевцы) y Verdaderos y Libres Adventistas del Séptimo Día (адвентисты-реформисты) fueron perseguidos por la Unión Soviética. En particular, los miembros de estos grupos se negaron a unirse a los Jóvenes Pioneros, al Komsomol o a servir en el ejército soviético. Por lo general, los miembros de estos grupos, y especialmente los más influyentes, estaban sujetos al derecho penal y eran tratados caso por caso. Sin embargo, el 3 de marzo de 1951, el Consejo de Ministros de la URSS emitió un decreto, "Sobre la expulsión de los participantes activos de la Soviética Ilegal de los Jehovistas y sus Familiares" (Постановление Совета Министров СССР о выселении активных участников антисоветской нелегальной секты иеговистов и членов их семей N.º 1290-467 от 3 марта 1951 года). Según este decreto, unos 9.400 testigos de Jehová, incluidos unos 4.000 niños, fueron reasentados desde los Estados bálticos, Moldavia y partes occidentales de Bielorrusia y Ucrania a Siberia en 1951, un acontecimiento conocido como "Operación Norte".
Sólo en septiembre de 1965, un decreto del Presidium del Consejo de Ministros de la URSS anuló la restricción de "asentamiento especial" para los miembros de estos grupos religiosos.

### Iraníes y asirios
Las anteriores son las categorías principales y más pobladas de colonos exiliados. Había una serie de categorías más pequeñas. Eran pequeñas en la escala de toda la Unión Soviética, pero bastante significativas en cuanto a las categorías de población afectadas. Por ejemplo, en 1950 todos los iraníes, a excepción de las personas de etnia armenia, fueron reasentados desde Georgia, una población de unas 4.776 personas, y ese mismo año miles de asirios de etnia cristiana fueron deportados desde Armenia y Georgia a Kazajistán.

## Asentamientos de trabajo
Los asentamientos de trabajadores (трудопоселение, trudoposelenie) eran un método de exilio interno que utilizaba a los colonos para realizar trabajos obligatorios. La principal categoría de "colonos trabajadores" (трудопоселенцы, trudoposelentsy) eran kulaks y miembros de sus familias deportados en la década de 1930 antes de la Gran Purga. Los asentamientos laborales estaban bajo la dirección del Gulag, pero no deben confundirse con los campos de trabajo.
El primer documento oficial que decretó la "deskulakización" a gran escala fue un decreto conjunto del Comité Ejecutivo Central y el Sovnarkom el 1 de febrero de 1930. Al principio, las familias de kulaks fueron deportadas a zonas remotas "para su asentamiento especial" sin prestar especial atención a su ocupación. En 1931-1932 los problemas de la dekulakización y la planificación territorial del asentamiento de exiliados fueron tratados por una comisión especial del Politburó conocida como Comisión Andréyev-Rudzutak (комиссия Андреева-Рудзутака), llamada así por Andréi Andréyev y Yan Rudzutak. El plan para alcanzar objetivos como la explotación de los recursos naturales y la colonización de zonas remotas con "asentamientos especiales" en lugar de campos de trabajo se abandonó tras la revelación del caso Nazino en 1933; posteriormente se amplió el sistema Gulag.
Las nociones de "asentamiento de trabajo"/"colonos laborales" se introdujeron en 1934 y fueron de uso oficial hasta 1945. A partir de 1945, la terminología se unificó, y los kulaks exiliados fueron documentados como "reasentados especiales - kulaks".

## "Asentamientos libres"
Los asentamientos libres (вольное поселение, volnoye poselenie) eran para las personas liberadas de los confines de los campos de trabajo "para el asentamiento libre" antes de la expiración de su plazo, así como para los que cumplieron el plazo completo, pero permanecieron restringidos en su elección del lugar de residencia. Estas personas eran conocidas como colonos libres (вольнопоселенцы, volnoposelentsy). El término se utilizaba antes, en la Rusia imperial, en dos acepciones: asentamiento libre de campesinos o cosacos (en el sentido de liberarse de la servidumbre) y asentamiento no confinado en el exilio (por ejemplo, tras cumplir un plazo de katorga).
En la Unión Soviética, un decreto del Sovnarkom de 1929 sobre los campos de trabajo decía, en parte:
Para la colonización gradual de las regiones donde se establecerán campos de concentración, sugerimos a la OGPU y al Narkomat de Justicia que planifiquen urgentemente actividades basadas en los siguientes principios:  «trasladar a los convictos de buena conducta a asentamiento libre antes de término» «dejar a los convictos cumplidos en su totalidad pero con residencia restringida, para asentamiento y suministrarles tierras» «permitir el asentamiento de convictos liberados que se ofrezcan voluntariamente para quedarse».
Los "colonos libres" de la primera categoría a menudo debían realizar el trabajo asignado al campo de trabajo correspondiente o algún otro trabajo obligatorio. Más tarde, las personas podían ser asignadas para el "asentamiento libre" también en otros lugares, incluso en ciudades, con trabajo obligatorio allí donde se necesitara mano de obra.

## Estadísticas de población
Tras la disolución de la Unión Soviética, los investigadores tuvieron acceso a los archivos del NKVD. Los datos a 1 de enero de 1953 muestran 2 753 356 "deportados y colonos especiales". Dmitri Volkogonov, en su libro sobre Stalin, cita un documento del MVD que informa de 2 572 829 desplazados el 1 de enero de 1950.
Sólo en Lituania fueron desterradas unas 131 600 personas y 156 000 fueron enviadas a gulags.